# 694 Ekard
694 Ekard је астероид главног астероидног појаса са пречником од приближно 90,78 .
Афел астероида је на удаљености од 3,537 астрономских јединица (АЈ) од Сунца, а перихел на 1,800 АЈ.
Ексцентрицитет орбите износи 0,325, инклинација (нагиб) орбите у односу на раван еклиптике 15,843 степени, а орбитални период износи 1592,381 дана (4,359 године).
Апсолутна магнитуда астероида је 9,17 а геометријски албедо 0,046.
Астероид је откривен 7. новембра 1909. године.